# Prima Lega 1974-1975 (calcio)
La Prima Lega 1974-1975, campionato svizzero di terza serie, si concluse con la vittoria del Gossau.

## Regolamento
Scopo del torneo è quello di ottenere due promozioni e sei retrocessioni.
Torneo svolto in due fasi: la prima fase vede le 39 squadre partecipanti suddivise, con criterio regionale, in tre gironi composti da 13 squadre ciascuno, in cui le prime due classificate di ogni girone, si affrontano nella fase finale, in un minitorneo a sei, per stabilire le due squadre promosse in Lega Nazionale B. Le ultime due squadre di ciascun girone vengono retrocesse direttamente in Seconda Lega. La fase finale vede incontri ad eliminazione diretta il primo turno, dalla quale si qualificano le tre quadre che si incontrano in un mini torneo a tre.

## Girone ovest

### Classifica finale
|  | Pos. | Squadra                   | Pt | G  | V  | N | P  | GF | GS | DR  |
|  | ---- | ------------------------- | -- | -- | -- | - | -- | -- | -- | --- |
|  | 1.   | Berna                     | 36 | 24 | 16 | 4 | 4  | 48 | 18 | +30 |
|  | 2.   | Central Friburgo          | 30 | 24 | 12 | 6 | 6  | 43 | 26 | +17 |
|  | 3.   | Monthey                   | 29 | 24 | 12 | 5 | 7  | 37 | 25 | +12 |
|  | 4.   | Dürrenast                 | 26 | 24 | 9  | 8 | 7  | 49 | 34 | +15 |
|  | 5.   | Meyrin                    | 26 | 24 | 9  | 8 | 7  | 32 | 23 | +9  |
|  | 6.   | Stade Nyonnais            | 25 | 24 | 10 | 5 | 9  | 33 | 33 | +0  |
|  | 7.   | Boudry                    | 25 | 24 | 10 | 5 | 9  | 32 | 35 | -3  |
|  | 8.   | Le Locle-Sports           | 23 | 24 | 8  | 7 | 9  | 34 | 40 | -6  |
|  | 9.   | Bulle                     | 21 | 24 | 8  | 5 | 11 | 40 | 54 | -14 |
|  | 10.  | ASI Audax-Friul Neuchâtel | 20 | 24 | 8  | 4 | 12 | 26 | 45 | -19 |
|  | 11.  | Montreux-Sports           | 17 | 24 | 7  | 5 | 12 | 39 | 49 | -10 |
|  | 12.  | Sierre                    | 16 | 24 | 4  | 8 | 12 | 24 | 33 | -9  |
|  | 13.  | Yverdon                   | 16 | 24 | 6  | 4 | 14 | 23 | 45 | -22 |

Legenda:

      Ammessa alla fase finale per la promozione in Lega Nazionale B 1975-1976.

      Retrocessa in Seconda Lega 1975-1976.

Note:
Due punti a vittoria, uno a pareggio, zero a sconfitta.

## Girone centrale

### Classifica finale
|  | Pos. | Squadra           | Pt | G  | V  | N  | P  | GF | GS | DR  |
|  | ---- | ----------------- | -- | -- | -- | -- | -- | -- | -- | --- |
|  | 1.   | Kriens            | 32 | 24 | 11 | 10 | 3  | 43 | 22 | +21 |
|  | 2.   | Delémont          | 31 | 24 | 13 | 5  | 6  | 45 | 31 | +14 |
|  | 3.   | Laufen            | 31 | 24 | 11 | 9  | 4  | 39 | 23 | +16 |
|  | 4.   | Soletta           | 29 | 24 | 12 | 5  | 7  | 39 | 25 | +14 |
|  | 5.   | Boncourt          | 29 | 24 | 11 | 7  | 6  | 40 | 29 | +11 |
|  | 6.   | Buochs            | 25 | 24 | 9  | 7  | 8  | 41 | 39 | +2  |
|  | 7.   | Brunnen           | 22 | 24 | 8  | 6  | 10 | 32 | 31 | +1  |
|  | 8.   | SC Zugo           | 22 | 24 | 10 | 2  | 12 | 34 | 38 | -4  |
|  | 9.   | Emmenbrücke       | 22 | 24 | 8  | 6  | 10 | 29 | 34 | -5  |
|  | 10.  | Kleinhüningen     | 22 | 24 | 7  | 8  | 9  | 34 | 46 | -12 |
|  | 11.  | Concordia Basilea | 21 | 24 | 6  | 9  | 9  | 31 | 38 | -7  |
|  | 12.  | Porrentruy        | 19 | 24 | 7  | 5  | 12 | 31 | 47 | -16 |
|  | 13.  | Ebikon            | 7  | 24 | 1  | 5  | 18 | 22 | 57 | -35 |

Legenda:

      Ammessa alla fase finale per la promozione in Lega Nazionale B 1975-1976.

      Retrocessa in Seconda Lega 1975-1976.

Note:
Due punti a vittoria, uno a pareggio, zero a sconfitta.

## Spareggio per il secondo posto
In seguito alla situazione di paritá, si ricorre ad uno spareggio per stabilire la squadra 2ª classificata.
| 1 giugno 1975 | Delémont | 3 - 1 | Laufen | Basilea |
| 1 giugno 1975 |          |       |        | Basilea |

## Girone est

### Classifica finale
|  | Pos. | Squadra           | Pt | G  | V  | N  | P  | GF | GS | DR  |
|  | ---- | ----------------- | -- | -- | -- | -- | -- | -- | -- | --- |
|  | 1.   | Gossau            | 41 | 24 | 18 | 5  | 1  | 55 | 16 | +39 |
|  | 2.   | Young Fellows     | 37 | 24 | 17 | 3  | 4  | 69 | 31 | +38 |
|  | 3.   | Blue Stars Zurigo | 27 | 24 | 11 | 5  | 8  | 36 | 24 | +12 |
|  | 4.   | Chur              | 26 | 24 | 9  | 8  | 7  | 33 | 30 | +3  |
|  | 5.   | Frauenfeld        | 25 | 24 | 9  | 7  | 8  | 41 | 43 | -2  |
|  | 6.   | Baden             | 23 | 24 | 7  | 9  | 8  | 28 | 39 | -11 |
|  | 7.   | Locarno           | 22 | 24 | 6  | 10 | 8  | 26 | 26 | +0  |
|  | 8.   | Brühl             | 21 | 24 | 7  | 7  | 10 | 35 | 31 | +4  |
|  | 9.   | Sciaffusa         | 21 | 24 | 7  | 7  | 10 | 38 | 39 | -1  |
|  | 10.  | Red Star Zurigo   | 21 | 24 | 9  | 3  | 12 | 31 | 41 | -10 |
|  | 11.  | Tössfeld          | 21 | 24 | 9  | 3  | 12 | 25 | 38 | -13 |
|  | 12.  | Wil               | 18 | 24 | 5  | 8  | 11 | 28 | 43 | -15 |
|  | 13.  | Uzwil             | 9  | 24 | 2  | 5  | 17 | 21 | 65 | -44 |

Legenda:

      Ammessa alla fase finale per la promozione in Lega Nazionale B 1975-1976.

      Retrocessa in Seconda Lega 1975-1976.

Note:
Due punti a vittoria, uno a pareggio, zero a sconfitta.

## Fase Finale
La fase finale stabilisce le due squadre promosse in Lega Nazionale B.

### Primo turno
1 e 5 giugno 1975
| Young Fellows | 2 - 2 e 2 - 0 | Kriens |

1 e 8 giugno 1975
| Central Friburgo | 3 - 2 e 0 - 3 | Gossau |

8 e 15 giugno 1975
| Delémont | 0 - 1 e 0 - 2 | Berna |

### Secondo turno
Le tre quadre qualificate s'incontrano in un mini torneo a tre con partite di solo andata.

### Classifica finale
| Squadra       | P.ti | G | V | N | P | GF | GS | DR |
| ------------- | ---- | - | - | - | - | -- | -- | -- |
| Gossau        | 3    | 2 | 1 | 1 | 0 | 6  | 2  | +4 |
| Young Fellows | 2    | 2 | 1 | 0 | 1 | 2  | 5  | -3 |
| Berna         | 1    | 2 | 0 | 1 | 1 | 1  | 2  | -1 |

#### Risultati
15 giugno 1975
| Young Fellows | 1 - 5 | Gossau |

22 giugno 1975
| Gossau | 1 - 1 | Berna |

29 giugno 1975
| Berna | 0 - 1 | Young Fellows |

## Verdetti Finali
- FC Gossau vincitore del torneo.
- FC Gossau e Young Fellows di Zurigo promosse in Lega Nazionale B
- FC Sierre, Yverdon-Sport, FC Porrentruy, FC Ebikon, FC Wil e FC Uzwil retrocesse in Seconda Lega.